# Блудний син (телесеріал)
«Блудний син» (англ. Prodigal Son) — американський телесеріал, прем'єра якого відбулася на каналі FOX 23 вересня 2019 року.
7 жовтня 2019 року канал FOX замовив повний сезон серіалу, що складаєвся з 20 серій. 21 травня 2020 року телеканал продовжив серіал на другий сезон.

## Сюжет
Головний герой Малькольм Брайт (Том Пейн) — талановитий кримінальний психолог, який відмінно розбирається в маніяках, враховуючи, що його батько (Майкл Шин) якраз і є одним з них. Використовуючи свої здібності, Брайт допомагає поліції Нью-Йорка розкривати злочини, попутно розбираючись з матір'ю-маніпуляторкою (Белламі Янг), дратівливо нормальною сестрою та батьком-убивцею, не рахуючи, неврозів, що постійно розвиваються.

## У ролях

### Основний склад
- Том Пейн — Малкольм Брайт
- Майкл Шин — доктор Мартін Вітлі
- Белламі Янг — Джессіка Вітлі
- Лу Даймонд Філліпс — Гіл
- Хелстон Сейдж — Ейнслі Вітлі
- Аврора Перріно — Дані
- Френк Хартс — Джей Ти
- Кейко Аджена — Едріса

### Другорядний склад
- Майкл Реймонд-Джеймс — Пол Лазар
- Міган Гуд — Колетт Свенсон
- Крістен Конноллі — Бет Саверштейн
- Дермот Малруні — Ніколас Ендікотт

## Огляд сезонів
| Сезон | Сезон | Епізоди | Дата показу     | Дата показу    | Рейтинг Нільсона | Рейтинг Нільсона       |
| Сезон | Сезон | Епізоди | Прем'єра        | Фінал          | Рейтинг          | Глядачі США (мільйони) |
| ----- | ----- | ------- | --------------- | -------------- | ---------------- | ---------------------- |
|       | 1     | 20      | 23 вересня 2019 | 27 квітня 2020 | 62               | 5,83                   |
|       | 2     | 13      | 12 січня 2021   | 18 травня 2021 | 73               | 4,04                   |

## Виробництво

### Розробка
28 січня 2019 року, стало відомо про замовлення пілотного епізоду. Пілот був написаний Крісом Федаком і Семом Склавером, виконавчими продюсерами стали Лі Толанд Крігер, Грег Берланті і Сара Шехтер.

### Реліз
13 травня 2019 року канал FOX виклав перший трейлер серіалу.